# قلعه دشت
قلعه دشت جماعت و شهرکی در کشور تاجیکستان است که در ناحیهٔ فیض‌آباد ناحیه‌های تابع جمهوری قرار دارد. جمعیت این جماعت ۱۰۸۶۶ است.